# Хоман, Балинт
Балинт Хоман (венг. Hóman Bálint; 29 декабря 1885 — 2 июня 1951) — венгерский ученый и политик, дважды (1932—1938 и 1939—1942) был министром образования и религии. Его политическая деятельность тесно связана с партией «Скрещенные стрелы».Он «считается архитектором законов, которые способствовали преследованию еврейского населения страны в 1930-е и 40-е годы.» Умер в тюрьме в 1951 году. Сидел за голосование в венгерском парламенте в пользу вторжения в Советский Союз в рамках альянса стран «оси» во Второй мировой войне.

## Карьера в науке
Балинт Хоман родился в римско-католической семье. Образование получил в Будапеште. Он начал свою карьеру, будучи студентом, работая в университетской библиотеке в Будапеште. В 1922 году был назначен директором Национальной библиотеки в Сечени, и в 1923 году — Венгерского Национального музея . Эту должность он занимал до 1932 года. Хоман выпустил несколько серьезных научных работ. В центре его исследований — история венгерского народа в Средние века. Первоначально имел дело с экономическими сторонами истории, взаимоотношениями различных социальных слоев. Он писал о венгерских городах в эпоху Арпадов, о первом государственном налоге и о племенах мaдьяр, прибывших в Карпатский бассейн.
Хоман — автор интересной и важной работы под названием «История венгерской валюты 1000-1325 гг.», в которой он систематизировал венгерскую валюту во времена Средневековья. Другая его публикация была посвящена финансам, делам и экономической политике королевства Венгрии в период господства Карла Роберта (1307—1342 гг).
Он опубликовал множество эссе и книг совместно с коллегой — ученым Дюла Зекфу. Их работа по венгерской истории была высоко оценена. В этом историческом анализе рассматривались древние венгерские слова, литературные памятники, дошедшие до нас от шумеров, хаттов, хурритов.

## Политическая карьера
Пронемецкая ориентация взглядов Хомана сформировалась в 1930-е годы. Дважды он был министром образования и религии в кабинете Дьюлы Гёмбёша и Кальмана Дарани. С 1938 года Хоман входил в правительство, был заместителем председателя Партии национального единства, где зарекомендовал себя активным сторонником антисемитизма. Спонсировал закон «Об отзыве статуса венгерских еврейских групп».
Он выступал против мирных переговоров в 1943 году с западными союзниками, предполагая, что это удалит Венгрию из союза «оси». Хоман предпочел остаться в законодательном органе после немецкой оккупации (март 1944 года) и во время государственного переворота в октябре 1944 года. В 1944 году главой Венгрии становится «последний союзник Гитлера» венгерский нацистский деятель, руководитель партии «Скрещенные стрелы» Ференц Салаши. Во время краткого периода немецкого господства Хоман совместно с другими законодателями подписали документ, который призывал к изгнанию евреев из Венгрии; более полумиллиона человек в течение короткого времени были отправлены в нацистские лагеря смерти, в том числе в Освенцим, где большинство погибло. Массовые убийства в Венгрии, проводимые в этот период, считаются одним из последних эпизодов Холокоста. Когда в декабре 1944 года Красная Армия перешла границу Венгрии, он бежал вместе с другими членами партии «Скрещенные стрелы» (в том числе лидером партии Ференцем Салаши). Позже американские власти арестовали его в Германии.
В 1946 году Народный трибунал приговорил Хомана к пожизненному заключению по обвинению в военных преступлениях, главным образом связанных с его голосованием в законодательном органе Венгрии по вопросу вторжения в СССР нацистской Германии. Хоман был заключен в тюрьму города Вац, где быстро заболел после испытаний. По имеющимся данным, в течение короткого времени он потерял 60 килограммов.

## Смерть и реабилитация
Хоман умер в тюрьме 2 июня 1951 года.
6 марта 2015 года Хоман постановлением столичного суда Будапешта был реабилитирован из-за отсутствия достаточных доказательств его участия в голосовании.
Частный фонд предложил возвести в натуральную величину бронзовую статую Хомана в городе Секешфехерваре. Президент Европейского еврейского конгресса Моше Кантор осудил проект как «отвратительную демонстрацию нечувствительности к тому, что пережил еврейский народ». Правительство США и дипломатические миссии других стран поддержали протест. Пресса назвала проект «антисемитским». Американское правительство убедило венгерских чиновников заблокировать строительство статуи. Было указано, что в строительстве должны быть использованы и государственные средства.
После протестов еврейской общины городское руководство прекратило попытки начать строительство статуи.